# Juilliard String Quartet
Il Juilliard String Quartet è un quartetto d'archi di musica classica fondato nel 1946 a New York.

## Storia
I componenti originari del gruppo erano i violinisti Robert Mann e Robert Koff, il violista Raphael Hillyer ed il violoncellista Arthur Winograd. Il gruppo si è formato ed è attualmente attivo presso la Juilliard School.
I membri attuali sono Joseph Lin, Ronald Copes (violini), Roger Tapping (viola) e Joel Krosnick (violoncello). Lin è entrato nel gruppo nel 2011 prendendo il posto di Nick Eanet.
Anche Joel Smirnoff ha fatto parte del gruppo, che ha lasciato nel 2008 per diventare presidente del Cleveland Institute of Music.
Il gruppo ha vinto diversi premi tra cui quattro Grammy Award (1966, 1972, 1978 e 1985) ed il Grammy Award alla carriera (2011).
Tra le etichetta per le quali il gruppo ha inciso degli album vi è principalmente la Sony Classical.

## Formazione
- Primo violino

1946  Robert Mann
1997  Joel Smirnoff
2009  Nick Eanet
2011  Joseph Lin
- Secondo violino

1946  Robert Koff
1958  Isidore Cohen
1966  Earl Carlyss
1986  Joel Smirnoff
1997  Ronald Copes
- Viola

1946  Raphael Hillyer
1969  Samuel Rhodes
2013  Roger Tapping
- Violoncello

1946  Arthur Winograd
1955  Claus Adam
1974  Joel Krosnick